# Ngawis
Ngawis is een bestuurslaag in het regentschap Gunung Kidul van de provincie Jogjakarta, Indonesië. Ngawis telt 3628 inwoners (volkstelling 2010).